# Paul Rainville
Paul Rainville, né le 15 septembre 1887 à Arthabaska (Canada) et mort le 15 mai 1952 à Québec (Canada), est un écrivain, critique et conservateur du musée du Québec.

## Biographie
Paul Rainville est le fils du notaire Louis Rainville et de Victoria Bourbeau. Il réalise ses études primaires au collège du Sacré-Cœur et ses études classiques au séminaire de Nicolet de 1906 à 1911. Il est directeur des revendications de la compagnie d'assurances Fidelity Casualty Co. of New York de 1911 à 1926 ainsi qu'à la Canada Life Insurance de 1926 à 1929. Il renonce à sa carrière dans l'assurance à la suite d'une cure de repos au sanatorium du lac Édouard de 1929 à 1931. C'est durant cette période qu'il écrit le livre: Tibi (carnet de sanatorium). 
En 1931, il est nommé conservateur adjoint au musée du Québec. De 1941 jusqu'à sa mort, il  obtient le poste de conservateur du musée. En 1947, il réussit à convaincre les autorités de l'American Association of Museums de tenir leur congrès à Québec. C'est lors de ce congrès que l'association des musées canadiens est fondée. Il est élu premier vice-président de la nouvelle association et vice-président de la North-East Museum Conference de l'American Association of Museums. Paul Rainville est président de l'association des musées canadiens de 1949 à 1951. À ce titre, il rédige un rapport sur «Le musée et l'éducation des adultes au Canada ». 
Passionné pour la musique classique, il fréquente, tant aux États-Unis qu'au Québec les salles de concert. Il réalise des critiques musicales pour des journaux de la ville de Québec: L'Événement et Le Soleil. Le 9 janvier 1948, le gouvernement de la République française lui décerne le diplôme d'officier d'académie. Il prononce plusieurs conférences et causeries au Canada et aux États-Unis de 1937 à 1941.

## Publications
- 1935 : Tibi[3],[8]
- 1943 : René Richard, peintre et trappeur[9]